# James Kottak
James Kottak (Louisville, 26 de dezembro de 1962 – 9 de janeiro de 2024) foi um baterista estadunidense, ex-integrante da banda alemã Scorpions.
James Kottak começou sua carreira tocando em uma banda chamada "Home",  no fim da década 70. Em 1988, ele ficou conhecido pela sua técnica na banda Kingdom Come. Tocou em bandas como Mr. Chalie, Buster Brown, Montrose, L.A. Blues Authority, entre muitas outras.
Ele também fez parte do Wild Horses, formada por ex-integrantes do Montrose e do Buster Brown, gravando o primeiro álbum, Bareback (1991). Depois disso ainda ingressou em várias outras bandas.
Em 1996, ele foi chamado para ingressar na banda alemã Scorpions, a pedido do ex-baterista Herman Rarebell. Ele entrou na banda já na “Pure Instinct World Tour”. Seu primeiro álbum com os Scorpions foi Eye II Eye, de 1999. Depois participou de Moment of Glory, de 2000; Acoustica, de 2001; Unbreakable, de 2004; Humanity: Hour I, de 2007; Sting in the Tail, de 2010; Comeblack, de 2011, e Return to Forever,  de 2015.
James fazia parte do projeto "A New Revenge", juntamente com outras estrelas do rock: o guitarrista Keri Kelli (Alice Cooper, Vince Neil, Skid Row, Jani Lane), o vocalista Tim "Ripper" Owens (Judas Priest, Iced Earth), e o baixista Rudy Sarzo (Dio, Whitesnake, Quiet Riot, Ozzy Osbourne). O álbum de estreia "Enemies & Lovers" foi lançado em março de 2019.
Ele foi casado com Athena Lee, irmã mais nova de Tommy Lee. James e Athena estavam separados desde 2010. O casal teve três filhos: uma menina, Tobi, nascida em 1991, e que trabalha como modelo; e dois meninos, Miles, nascido em 1992 e que é baterista e tem uma banda chamada Bad Suns; e Matthew, nascido em 1997. James é um dos personagens do livro Sex Tips from Rock Stars, de Miles Paulo, publicado pela editora Omnibus Press em julho de 2010.
James também foi vocalista da banda estadunidense Kottak, anteriormente conhecida como Krunk, seu projeto paralelo ao Scorpions.
Kottak era conhecido por seu carisma, atenção e interação com o público/fãs, solos bem elaborados, velocidade com as baquetas e maneira peculiar de executá-las.

### Morte
Kottak morreu em 9 de janeiro de 2024, aos 61 anos.

## Discografia
- Home - New Life For Me / 1978
- No Fun – Local Stuff / 1979
- Nuthouse – I Finally Know / 1980
- Mr. Charlie – Out At The Edge of Tow / 1981
- James Kottak – Save Your Love / 1982
- Apex – Mr. Money / 1983
- Buster Brown – Sing of Victory / 1985
- Normandy – Normandy / 1987
- Robert Stevenson – Hing on Sunset / 1987
- Montrose – Mean / 1987
- Kingdom Come - Kingdom Come / 1988
- Trixter – Trixter / 1989
- Kingdom Come - In Your Face /1989
- No Sweat – Heart And Soul / 1990
- Michael Lee Firkins – Michael Lee Firkins / 1990
- Wild Horses – Bareback / 1991
- L.A. Blues Authority - L.A. Blues Authority / 1992
- McAuley Schenker Group – M.S.G / 1992
- Shortino/Northrop – Back on Track / 1993
- Axxis – Matter of Survival / 1995
- Warrant – Ultraphobic / 1995
- Ashba – Addiction To The Friction / 1996
- Kottak – Greatist Hits / 1998
- Black Sheep – Sacrifice / 1999
- Scorpions – Eye To Eye / 1999
- Scorpions – Moment Of Glory / 2000
- Scorpions – Acoustica / 2001
- The Cult – Rare Cult (The Demo Sessions)  - The Red Zone demos / 2002

- Wild Horses – Dead Ahead / 2003
- Scorpions – Unbreakable / 2004
- Kottak – Therupy / 2006
- Scorpions – Humanity: Hour 1 / 2007
- Scorpions - Sting in the Tail / 2010
- Kottak – Rock & Roll Forever / 2010
- Kottak - Attack / 2011
- Scorpions – Comeblack / 2011
- Scorpions - Return to Forever / 2015
- A New Revenge - Enemies & Lovers / 2019

## Filmografia

### Filmes/Documentários
| 2015 | Scorpions - Forever and a day |
| ---- | ----------------------------- |
|      |                               |

### Televisão
| 2012 | Ex-wives of Rock (America) |
| ---- | -------------------------- |
| 2013 | Ex-wives of Rock (America) |
| 2014 | Ex-wives of Rock (America) |
|      |                            |

## Acessórios
- Baterias Ddrum;
- Peles Aquarian;
- Pratos Zildjian;
- Baquetas e luvas Ahead;